# Hannelore Zwitserlood
Hannelore Zwitserlood (Den Haag, 25 september 1975) is een Nederlandse nieuwslezer, presentatrice en was columnist voor de website Vrouw.nl.
Op haar 17e meldde ze zich aan bij de lokale omroep Radio Rondevenen (anno 2017 bekend als RTV Ronde Venen) in de gemeente De Ronde Venen en begon ze aan een studie Communicatiewetenschap te Amsterdam. Daarna volgden verscheidene radiozenders zoals AmsterdamFM en SALTO en hield ze zich bezig met redactiewerk.
Tussen 2001 en 2005 verzorgde ze het nieuws op de inmiddels verdwenen RTL-radiozenders Yorin FM en RTL FM, was ook voice-over van RTL 4, en verzorgde een tijd de radiobulletins van persbureau Novum Nieuws. In juli 2005 ging ze werken voor Noordzee FM, dat een tijdelijke zomerprogrammering was begonnen vanwege de aankomende start van Qmusic, twee maanden later. Samen met Daniël Smulders verzorgde ze de ochtendshow als nieuwslezer en sidekick.
Per 1 september 2005 ging Qmusic van start. Bij de nieuwe ochtendshow Je dag is goed van Jeroen van Inkel was ze vaste nieuwslezer en sidekick. In juni 2007 werd Hannelore Zwitserlood onderscheiden met de Radiobitches Award voor Beste Nieuwslezer.
Na herprogrammering per 2 maart 2008 kwam de ochtendshow te vervallen, waarna Zwitserlood de overstap maakte naar de Sky Radio groep. Hier was ze een van de middag-nieuwslezers bij Sky Radio en Radio Veronica. Ook presenteerde ze het nieuws op RNN7 Televisie.
Eind april 2009 maakte Zwitserlood de overstap naar Radio 538, waar ze aanvankelijk elke vrijdag het nieuws las. Ook was ze samen met Jeroen Latijnhouwers de vaste vervanger voor Henk Blok bij Edwin Evers in het programma Evers staat op. Verder was ze de vaste vervanger van Jasmijn van Dijk.
Van 2012 tot 2015 was Zwitserlood iedere werkdag te horen tijdens Ruuddewild.nl op Radio 538. Bij een bezoek aan radiostation 538 in 2013 krijgt Niels Geusebroek van Ruud de Wild de opdracht om een nummer te schrijven voor de zwangere Hannelore. Als basis moest hij de hartslag van de baby nemen en daar is 'Take Your Time Girl' uit voortgekomen. Het resultaat slaat zó aan, dat het direct als single werd uitgebracht, die uiteindelijk platina werd.
Sinds 2015 was Zwitserlood te horen tijdens de Coen en Sander Show op Radio 538, tot haar laatste uitzending bij Coen en Sander op 28 september 2017, om vanaf dat moment bij het RTL 4 programma 5 Uur Live het nieuws te verzorgen. Sinds 2 januari 2019 is ze weer terug op Radio 538, als sidekick bij De 538 Ochtendshow met Frank Dane. Woensdag 28 april 2021 deed zij dit voor het laatst.
Sinds mei 2021 maakt ze de podcast met de titel "Hannelore in je oren".
Zwitserlood nam deel aan het in 2021 uitgezonden realityprogramma Special Forces VIPS. In 2022 deed ze mee aan De Alleskunner VIPS, waarbij ze op plek 37 belandde. In datzelfde jaar deed Zwitserlood ook mee aan Waku Waku. In 2023 deed Zwitserlood samen met Frank van der Lende mee aan de Top 4000 Muziekquiz en aan het SBS6-programma Lettrix.
- Virtual International Authority File: 3504155191931882440004
- WorldCat: E39PBJcrf9rcPJHDMvbGKDvCQq